# Gastone Pierini
Gastone Edgardo Pierini (ur. 27 września 1899 w Ankonie, zm. 17 września 1967 w São Bernardo do Campo) – włoski sztangista, medalista olimpijski.
Czterokrotny uczestnik igrzysk olimpijskich (IO 1924, IO 1928, IO 1932, IO 1936). Za każdym razem startował w kategorii do 67,5 kg (waga lekka). Jedyny medal zdobył na igrzyskach w Los Angeles (1932), zajął wtedy trzecie miejsce z wynikiem 302,5 kg w trójboju. Uczestniczyło wtedy jedynie sześciu sztangistów. Na wcześniejszych igrzyskach plasował się 12. i 8. miejscu, zaś w 1936 w Berlinie był na 10. lokacie.
Nigdy nie brał udziału w mistrzostwach Włoch, gdyż mieszkał w Egipcie. Pod koniec II wojny światowej został internowany do jednego z obozów wojennych w Egipcie, gdzie spędził pięć lat (prawdopodobnie w latach 1943-1948). Po wyjściu na wolność wyemigrował do Brazylii, w której zmarł.